# Александровка (Тарасовский район)
Алекса́ндровка — слобода в Тарасовском районе Ростовской области.
Входит в состав Ефремово-Степановского сельского поселения.

## География
Вблизи слободы Александровка располагается гора Городище.

## Население
| 2010 |
| ---- |
| 473  |

## Улицы
| - ул. Автомагистральная, - ул. Береговая, - ул. Буденного, - ул. Клубная, - ул. Лесная, | - ул. Лесная 1-я, - ул. Липовая, - ул. Молодёжная, - ул. Молодёжная 1-я, - ул. Набережная, | - ул. Ольховая, - ул. Садовая, - ул. Центральная, - пер. Колхозный, - пер. Школьный. |